# IJmuiden aan Zee

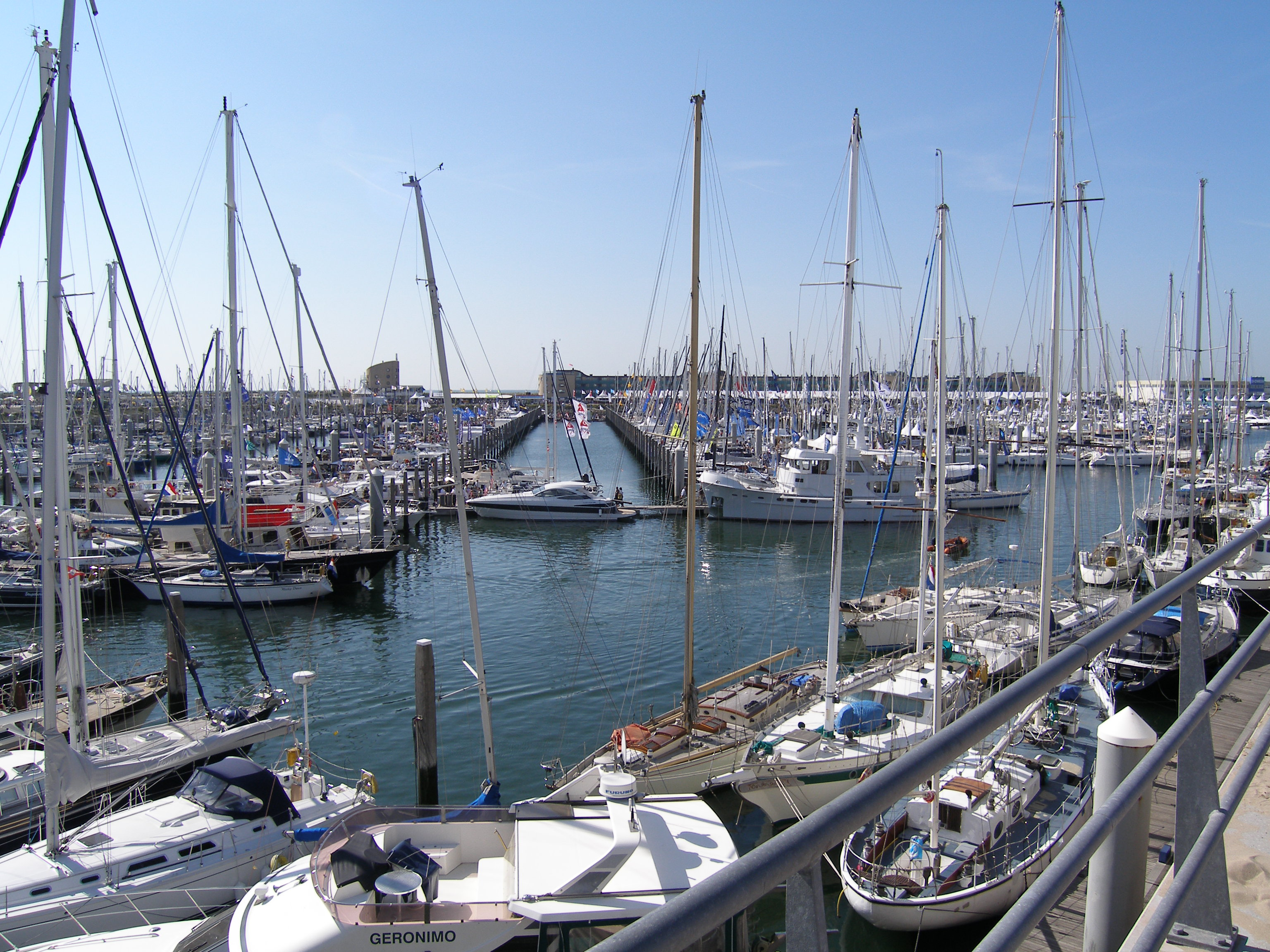
Seaport Marina IJmuiden

IJmuiden aan Zee is de roepnaam voor een recreatiegebied in de Noord-Hollandse plaats IJmuiden, in de gemeente Velsen.
IJmuiden aan Zee bestaat uit het Kennemerstrand, het Binnenmeer, de Kennemerboulevard en Seaport Marina IJmuiden.

## Reddingsbrigade
Aan de Kennemerboulevard is de IJmuider Reddingsbrigade (IJRB) gevestigd. Deze reddingsbrigade werd opgericht op 30 maart 1933. De doelstelling van reddingsbrigades in Nederland en dus ook van de IJRB is “het voorkomen van de verdrinkingsdood”. De IJRB doet dit door mensen op te leiden tot zwemmer, zwemmend redder en door actief het strand van IJmuiden te bewaken. De brigade heeft anno 2012 ongeveer zestig actieve vrijwilligers en verleent jaarlijks tussen de 500 en 800 keer hulp. Het gaat hierbij veelal om kleine EHBO-inzetten en het terugvinden van vermiste ouders of kinderen, maar ook om ambulancevervoer en levensreddende handelingen.
De IJmuider Reddingsbrigade beschikt over twee terreinwagens, drie snelle boten, twee langzame boten, een bondsreddingsvlet en twee mobiele steunposten.
In 2008 werd het 75-jarig jubileum gevierd met onder meer de uitgave van een boekwerk, waarvan Peter Cammaert, de toenmalige burgemeester van Velsen, op 28 oktober het eerste exemplaar in ontvangst nam.

## Slak
In januari 2006 werd bekend dat in IJmuiden aan Zee een voor Nederland nog onbekende soort landslak ontdekt was. De behaarde grasslak of Xerotricha apicina bewoont een oever van het Binnenmeer. Het van oorsprong mediterrane slakje wordt niet groter dan acht millimeter.

## Bereikbaarheid
In IJmuiden aan Zee is een grote parkeerplaats. Het recreatiegebied is met openbaar vervoer te bereiken door middel van de buslijn 382 van Connexxion.